# 黃尹宣
黃尹宣（1983年12月20日—），藝名EASON，台灣男歌手、演員、節目主持人，於台灣花蓮縣長大，目前就讀宜蘭佛光大學碩士課程，與藝人陳漢典為同班同學。曾是Channel V簽約藝人、傳奇星娛樂旗下藝人，曾為團體CIRCUS成員（成員包括LEO、EASON、KID、林家緯(小馬，因當兵，已退團）。因EASON緊張或遇到嘔心的氣味等（例如滷肉飯、豬腦）較容易產生嘔吐的感覺，故有「嘔吐鬼」之稱。通常在Circus的節目中與Kid擔任前製,聯絡等工作,但也是不可或缺的CIRCUS核心人物。
在Circus轉型成為樂團之後，擔任樂團中的主唱兼吉他手。 和KID共同飼養的牛頭梗名字也叫黃尹宣
加入來自星星的事與庹宗康一同主持，也擔任節目外景任務，名為「逃跑吧好兄弟」，外景搭檔有「無尊」「曾子余」
從2022年8月2日開始擔任網路外景節目主持人別跑啊兄弟

## CIRCUS 出道經歷
- 2003 《裸奔少年》在電視新聞中被強力放送
- 2004 CIRCUS成軍
- 2004 CHANNEL[V] 實在帶種活動示範帶
- 2005 CHANNEL[V] 「CIRCUS ACTION」第一季節目
- 2005 NOKIA 極酷派對網路宣傳影片
- 2005 CHANNEL[V]「V POWER音樂神話演唱會」串場影片
- 2005 愛迪達 T-MAC廣播播音
- 2006 卡迪那洋芋片年度活動「還是卡迪那好吃」創意短片大賽，示範短片
- 2006 NOKIA 音樂起義網路示範帶
- 2006 CHANNEL[V]「LE TEA樂派對台中演唱會」電視廣告
- 2006 CHANNEL[V] 「CIRCUS ACTION」第二季節目
- 2006 發行書籍「CIRCUS ACTION」
- 2007 CHANNEL[V] 「CIRCUS ACTION」第三季節目
- 2008 Channel[V] 「LOLLIPOP哪裡怕」(末兩集嘉賓)
- 2009 CHANNEL[V] 「CIRCUS 狗仔隊」第一季節目
- 2009 CHANNEL[V] 「CIRCUS ACTION」第四季節目
- 2009 CHANNEL[V] 「模范棒棒堂」節目嘉賓
- 2009 CHANNEL[V] 「我愛黑澀會」節目嘉賓
- 2009 CHANNEL[V] 「LOVE LOVE LOVE」節目嘉賓
- 2009 CHANNEL[V] 「校園4賤客」節目主持
- 2012 愛尚TV 「CIRCUS星探社」節目主持
- 2012 電影：寶島大爆走 (Eason 飾留法台妹幫 幫眾; Leo 飾留法台妹幫 幫眾 ; Kid 飾留法台妹幫 幫眾)
- 2013 新竹市跨年晚會表演嘉賓(與Circus)
- 2013 MTV 「點歌大帝國」擔任主持（與Circus）
- 2013 TVB-J2 「CIRCUS ACTION」 第五季 - 香港大爆走

## 主持
- 2005年
  - Channel V 《CIRCUS ACTION》
- 2009年
  - Channel V 《CIRCUS狗仔隊》
- 2009年－2010年
  - Channel V 《校園4賤客》
- 2012年
  - MTV 《CIRCUS星探社》
- 2013年4月11日-2014年4月4日
  - 緯來綜合台 愛喲我的媽-怪談先生(每週四)
- 2013年
  - 第24屆金曲獎 幕後直擊主持
- 2014年4月7日-2019年10月14日
  - 緯來綜合台 來自星星的事-怪談先生(每週四)
- 2015年8月23日-2015年11月29日
  - 中天娛樂台 背包踐客
- 2016年7月8日-2021年1月24日
  - 緯來綜合台 逃跑吧好兄弟(每週五)

### 2004年至- (活動示範帶)
- 下午茶
- Iceman
- 飛壘小子
- 城市滑板極限運動
- 雞蛋派對
- 連體嬰
- 飛吧CIRCUS
- 很多鴨
- 阿福柔
- CIRCUS醫生
- 步道跳繩
- 健身房物語
- 手指大冒險
- 奶油派對
- 雞蛋特調
- Snowman
- 海尼根眾量桶使用須知(海尼根生啤眾量桶網路短片)
- 電梯派對(海尼根生啤網路短片)
- 鬼屋派對(海尼根生啤網路短片)
- 香蕉船生死鬥(卡迪那網路短片)
- 音樂起義1-4共4集(Nokia網路短片)
- 品客篇戰車(品客網路短片)
- 十二星座大冒險(白羊,金牛,雙子,巨蟹,獅子,天秤,天蠍,人馬,摩羯,水瓶,雙魚...)
- Yahoo奇摩拍賣

## 節目主持

### CIRCUS ACTION
CIRCUS ACTION是CIRCUS於2005年開始在Channel [V] 娛樂台開播的節目，每星期播放一集。目前節目播至第四季，主題為熱血巴士。
- CIRCUS ACTION 第一季節目
- CIRCUS ACTION 第二季節目
- CIRCUS ACTION 第三季節目
- CIRCUS ACTION 第四季節目

### CIRCUS Action 1
- CIRCUS尿尿馬拉松
- CIRCUS搭便車
- CIRCUS宅急便
- CIRCUS父親節獻禮
- CIRCUS小強Don't Go(上)
- CIRCUS小強趴趴走(下)
- CIRCUS大便先生Mr.Shit
- CIRCUS夏日三部曲(上)
- CIRCUS開運(下)
- CIRCUS城市運動會
- CIRCUS野蠻遊戲(上)
- CIRCUS野蠻遊戲(中)
- CIRCUS野蠻遊戲（下）
- CIRCUS精采大回顧About Circus

### Circus Action 2
- CIRCUS 2000元環島之旅1
- CIRCUS 2000元環島之旅2
- CIRCUS 2000元環島之旅3
- CIRCUS 2000元環島之旅4
- CIRCUS回收大賽
- CIRCUS娘娘腔運動會
- CIRCUS處男歷險記
- CIRCUS我愛黑澀會
- CIRCUS野蠻遊戲藝人版
- CIRCUS野蠻遊戲<二>
- 環島全紀錄(2000元環島之旅)
- 大家好我們是CIRCUS

### Circus Action 3
- CIRCUS走唱少年1(GoRockBoys)
- CIRCUS走唱少年2
- CIRCUS走唱少年3
- CIRCUS走唱少年4
- CIRCUS走唱少年5
- CIRCUS走唱少年6
- CIRCUS走唱少年7
- CIRCUS告別單身派對
- CIRCUS尋寶歷險
- CIRCUS野蠻遊戲<三>
- CIRCUS印度大暴走(上)
- CIRCUS印度大暴走(下)
- CIRCUS ACTION3最終章

### Circus Action 4
- 01 綠豆長大大淘汰賽+神明指定淘汰賽+謊報體重淘汰賽
- 02 謊報體重淘汰賽+減肥試煉淘汰賽+借貴重物品淘汰賽
- 03 借貴重物品淘汰賽(續)+減肥試煉淘汰賽(續)+暖暖包淘汰賽
- 04 鬼域淘汰賽+腳底接摩淘汰賽+屁屁淘汰賽
- 05 屁屁淘汰賽(續)+男女基測淘汰賽[國文背書賽+好笑造句賽+即席演講+英文單字測驗+健康教育測驗+地球科學測驗]
- 06 男女基測淘汰賽(續)+合唱淘汰賽
- 07 合唱淘汰賽(續)
- 08 走唱舞蹈淘汰賽
- 09 綠豆長大大淘汰賽(續)+九族原住民生死鬥[原住民語言測驗+熱氣球吐吐賽+馬雅探險含水賽+原住民織布賽+排灣族刺福球賽]
- 10 鼻子夾夾樂淘汰賽+尿尿馬拉松淘汰賽

- 11 尿尿馬拉松淘汰賽(續)+人體素描淘汰賽
- 12 人體素描淘汰賽(續)+齒痕咬咬樂淘汰賽
- 13 爬樓梯淘汰賽
- 14 RapBattle積分賽+CIRCUS疊疊樂積分賽+放天燈積分賽+打字積分賽+急智歌王積分賽
- 15 急智歌王積分賽(續)+魔術方塊積分賽+拼圖積分賽+愛的吶喊分貝積分賽
- 16 千元極限積分賽+腦筋急轉彎積分賽+夾娃娃積分賽+釣蝦積分賽+馬拉桑積分賽
- 17 爬山山計步淘汰賽
- 18 於嘉明湖划橡皮艇之冠軍爭霸賽
- 19 熱血小雨傘夏日祭
- 20 泰國大暴走(上)
- 21 泰國大暴走(下)
- CIRCUS搖滾樂隊 1-19

### CIRCUS狗仔隊
主持人:LEO、EASON、KID、林家緯(小馬)
集數:共16集
頻道:Channel【V】娛樂台
節目播出日期:由2009年1月24日至2009年5月9日
節目型態:以「訪問藝人」為主。主要進行活動的流程是：狗仔會議→CIRCUS耍大牌→狗仔宣言→狗仔急智王→訪問→鳳梨鳳梨救救老殘窮（一邊做公益一邊問最緊繃的五題）→在XX的中心呼喊LOVE(XX依每集地點不同改變)目前節目已停播。
- 1月24日、1月31日 - 大嘴巴
- 2月7日、2月14日 - 方大同、蕭敬騰
- 2月21日、2月28日、3月7日 - lollipop F JPM(少毛弟)
- 3月7日、3月14日 - 飛輪海
- 3月21日、3月28日 - 陳漢典
- 3月28日、4月4日 - 陳珊妮
- 4月11日、4月18日 - 五月天
- 4月25日 - 小甜甜
- 5月2日 - 蘇打綠
- 5月9日 - CIRCUS狗仔隊最終篇章

### 校園4賤客
校園4賤客是一由CIRCUS主持的綜藝節目，由2009年11月23日在CHANNEL V 娛樂台逢星期一至星期三晚上11時播放。後更改播放時間為每週六日晚上10時播出，在2010年2月20日開始再更改播放時間為每週六日晚上7時首播。
目前節目已停播。
- 節目列表:校園4賤客

### CIRCUS星探社
為2012作品，由「愛尚TV」贊助播出
- 01 - 黑人老大
- 02 - 大嘴巴 (40,愛紗,懷秋,宗華)
- 03 - 傳奇星女校(Apple,大牙,小婕)
- 04 - Circus - Circus野蠻遊戲
- 05 - JPM(小傑,王子,毛弟)
- 06、07 - 鯰魚哥 - Circus野蠻遊戲2.0 人體地圖
- 08、09 - Circus 24小時環島
- 10 - 舜子
- 11 - Circus廚藝學院魯肉飯篇(最終回)

### 點歌大帝國
頻道:MTV
節目播出時間:首播：每週一到五 晚上8點，重播：每週一到五午夜12點、隔天下午1點。
節目型態:

### Circus Action 5
為2013作品
尚未開播

## 音樂作品

### 專輯
- 於2010年3月5日發行首張EP(三首歌)，名為《GO! CIRCUS 熱血高校》，隨碟附送新書一本。主打歌為〈我知道你們都在笑我〉。
- 2010年12月31日發行《啥貨？！CIRCUS》專輯，專輯附送「恐怖DJ社」DVD。第一波主打歌為〈趴啥貨〉。

| 專輯 # | 專輯名稱            | 專輯類型 | 發行公司 | 發行日期       | 曲目 |
| ------ | ------------------- | -------- | -------- | -------------- | --- |
| 1      | GO! CIRCUS 熱血高校 | EP       | 環球音樂 | 2010年3月5日   | 曲目 1. 「我知道你們都在笑我」(是團員林家緯(小馬)首次的創作) 2. 「有你陪我」(由CIRCUS創作的歌曲) 3. 「舞孃 (搖滾不娘版)」(改編自蔡依林原唱的版本，但他們一改原唱的風格，改編成搖滾味十足的版本) |
| 2      | 啥貨？！CIRCUS      | 專輯     | 環球音樂 | 2010年12月31日 | 曲目 1. 叭啥貨 2. 最後這一課 3. 在消失之前 4. 沒人愛 5. QK 6. 不想 Say Goodbye 7. 好人面具 8. 乾脆型不型 9. 在劈腿 10. 來不及的時光機                                                           |

### 音樂錄影帶（MV）

#### -CIRCUSMV
- 我知道你們都在笑我 - CIRCUS
- 不想Say Goodbye - CIRCUS
- 最後這一課 - CIRCUS
- 趴啥貨? - CIRCUS
- 有你陪我 - CIRCUS
- 舞孃/搖滾不娘版 - CIRCUS

#### -客串
- Happy Birthday 買滴兒 - 大嘴巴
- 只做朋友 - Tension

## 影視作品

### 電視劇
- 2012年《寶島大爆走》 飾 留法台妹幫 幫眾
- 2014年《鐵獅玉玲瓏》 飾 阿猴

### 電影
- 2016年《極樂宿舍》 飾 柯楠成

## 外部連結
- 黃尹宣的Facebook專頁
- Eason黃尹宣的Instagram